# Lijst van Stolpersteine in Noordwijk

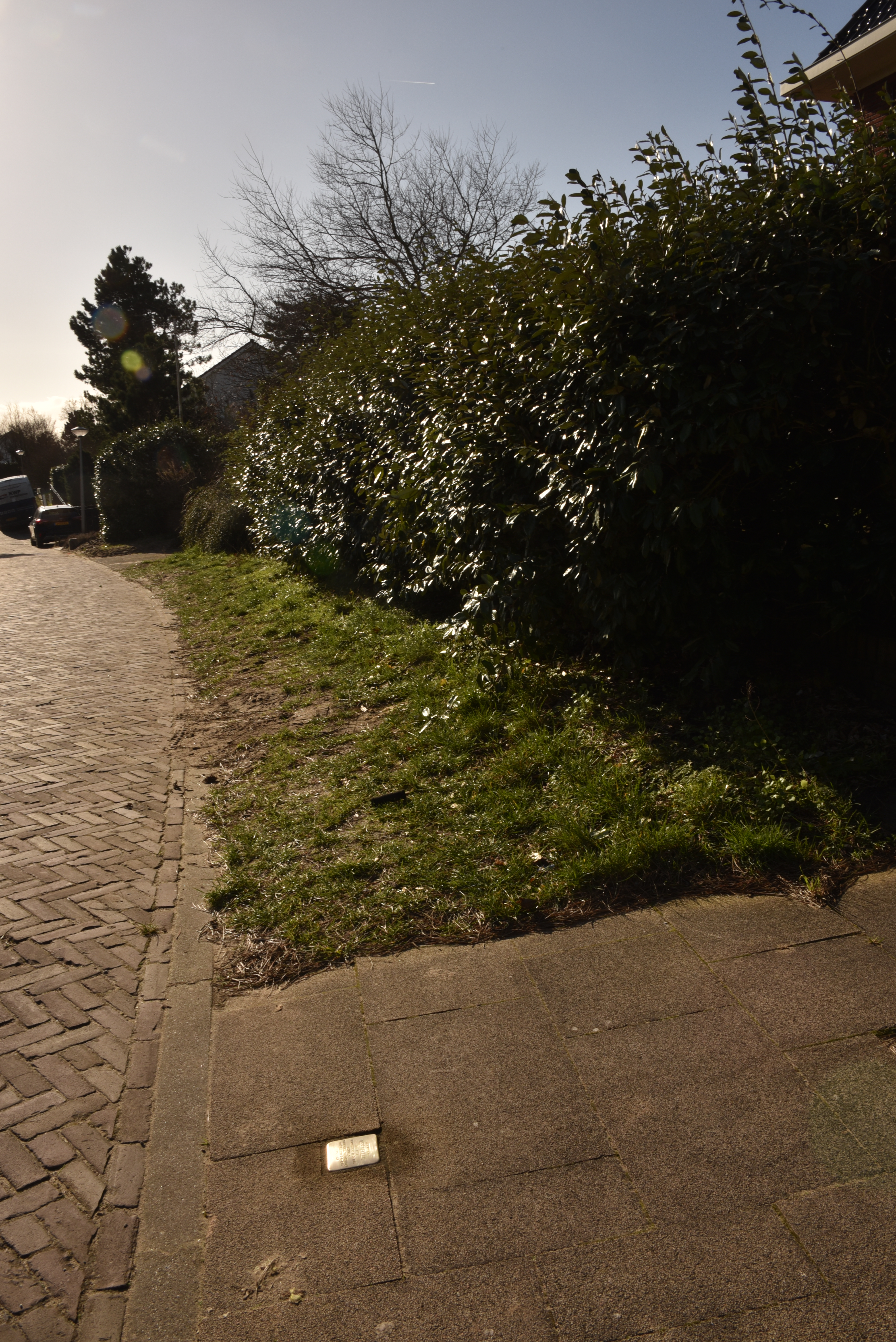
Stolperstein voor Alex Meijler in Noordwijk

De lijst van Stolpersteine in Noordwijk geeft een overzicht van de gedenkstenen in de gemeente Noordwijk in de Nederlandse provincie Zuid-Holland die zijn geplaatst in het kader van het Stolpersteine-project van de Duitse beeldhouwer-kunstenaar Gunter Demnig.
Stolpersteine zijn opgedragen aan slachtoffers van het nationaalsocialisme, al diegenen die zijn vervolgd, gedeporteerd, vermoord, gedwongen te emigreren of tot zelfmoord gedreven door het nazi-regime. Demnig legt voor elk slachtoffer een aparte steen, meestal voor de laatste zelfgekozen woning.
Omdat het Stolpersteine-project doorloopt, kan deze lijst onvolledig zijn.

## Stolpersteine
In Noordwijk liggen dertien Stolpersteine op vijf adressen.Noordwijk
| Stolperstein | Inscriptie | Adres                       | Herdachte persoon                              |
| ------------ | --- | --------------------------- | ---------------------------------------------- |
|              | HIER WOONDE JACOB COLTOF GEB. 1891 GEDEPORTEERD 1944 UIT WESTERBORK VERMOORD 28-1-1944 AUSCHWITZ                             | Oude Zeeweg 74              | Jacob Coltof (1891-1944)                       |
|              | HIER WOONDE LODEWIJK JACOB COLTOF GEB. 1919 GEDEPORTEERD 1942 UIT WESTERBORK VERMOORD 23-8-1942 AUSCHWITZ                    | Oude Zeeweg 74              | Lodewijk Jacob Coltof (1919-1942)              |
|              | HIER WOONDE ELSE COLTOF- FRIEDMANN GEB. 1887 GEDEPORTEERD 1944 UIT WESTERBORK VERMOORD 28-1-1944 AUSCHWITZ                   | Oude Zeeweg 74              | Else Coltof-Friedmann (1887-1944)              |
|              | HIER WOONDE SAMUEL ABRAHAM KAHN GEB. 1920 GEDEPORTEERD 1942 UIT WESTERBORK VERMOORD 24-8-1942 AUSCHWITZ                      | Oude Zeeweg 74              | Samuel Abraham Kahn (1920-1942)                |
|              | HIER WOONDE FRIEDERIKA KAHN-COLTOF GEB. 1916 GEDEPORTEERD 1942 UIT WESTERBORK VERMOORD 30-9-1942 AUSCHWITZ                   | Oude Zeeweg 74              | Friederika Kahn-Coltof (1916-1942)             |
|              | HIER WOONDE SAMUEL VAN DER KLOOT GEB. 1932 GEDEPORTEERD 1943 UIT WESTERBORK VERMOORD 30-4-1943 SOBIBOR                       | Pianolaan                   | Samuel van der Kloot (1932-1943)               |
|              | HIER WOONDE ALEX MEIJLER GEB. 1919 GEARRESTEERD 10-3-1945 GEVANGEN ORANJEHOTEL, SCHEVENINGEN GEFUSILLEERD 3-4-1945 ROTTERDAM | Atjehweg 10                 | Alex Meijler (1919-1945)                       |
|              | HIER WOONDE JACOB MENDELS GEB. 1902 GEDEPORTEERD 1943 UIT WESTERBORK VERMOORD 31-3-1944 AUSCHWITZ                            | Quarles van Uffordstraat 74 | Jacob Mendels (1902-1944)                      |
|              | HIER WOONDE MIRJAM MENDELS GEB. 1942 GEDEPORTEERD 1943 UIT WESTERBORK VERMOORD 10-9-1943 AUSCHWITZ                           | Quarles van Uffordstraat 74 | Mirjam Mendels (1942-1943)                     |
|              | HIER WOONDE LEENTJE MENDELS- DE JONGE GEB. 1901 GEDEPORTEERD 1943 UIT WESTERBORK VERMOORD 10-9-1943 AUSCHWITZ                | Quarles van Uffordstraat 74 | Leentje Mendels-de Jonge, ook Leny (1901-1943) |
|              | HIER WOONDE REBECCA OPDENBERG GEB. 1905 GEDEPORTEERD 1943 UIT APELDOORNSCHE BOSCH VERMOORD 25-1-1943 AUSCHWITZ               | Pianolaan                   | Rebecca Opdenberg (1905-1943)                  |
|              | HIER WOONDE MANNES TROMP GEB. 1918 GEDEPORTEERD 1942 UIT WESTERBORK VERMOORD 22-10-1942 AUSCHWITZ                            | Ludolph Berkemeierstraat 16 | Mannes Tromp (1918-1942)                       |
|              | HIER WOONDE ROBERT JACQUES ZODIJ GEB. 1924 GEDEPORTEERD 1943 UIT WESTERBORK VERMOORD 23-4-1943 SOBIBOR                       | Pianolaan                   | Robert Jacques Zodij (1924-1943)               |

## Data van plaatsingen
- 29 september 2021: dertien Stolpersteine op Atjehweg 10, Ludolph Berkemeierstraat 16, Oude Zeeweg 74, Pianolaan, Quarles van Uffordstraat 74